# Haeduer
Haeduer, (även Äduer, Aeduier och Heduier), ett forntida keltiskt folk som ursprungligen bodde i centrala Gallien, nuvarande Burgund.
Haeduerna var under Julius Caesars tid splittrade i två olika fraktioner, en proromersk, ledd av druiden Divitiacus och en antiromersk, ledd av hans bror Dumnorix.